# Línea R10
La Línea R10 fue una línea de  Cercanías Barcelona, operada por Renfe Operadora que dejó de circular nominalmente desde el día 31 de enero de 2009, quedando integrada en las líneas R2 Norte (la estación de Aeropuerto) y R2 Sur (la estación de Barcelona-Estación de Francia).
Esta línea discurría entre Estació de Francia y Aeropuerto. Fue inaugurada como tal línea en 2006, si bien ya existía el ramal ferroviario al Aeropuerto de Barcelona desde 1975 que se explotaba como ramificación de la línea 1 que se creó la red de cercanías hasta 2006.
Esta línea acabó con el aislamiento de la emblemática Estación de Francia en el núcleo de cercanías barcelonés. Esta línea se creó para restituir el servicio de trenes en el ramal Prat-Aeropuerto, suspendido temporalmente por las obras de la línea de alta velocidad Madrid-Barcelona-Frontera Francesa. Esta línea es de vía única entre El Prat de Llobregat y Aeropuerto.
A pesar de haber sido una línea de gran importancia en el núcleo de cercanías por servir de acceso al Aeropuerto de Barcelona, su intervalo de paso era de 30 min todo el día. Si bien sólo se daba tal frecuencia en el ramal de vía única desde El Prat de Llobregat a Aeropuerto y entre Paseo de Gracia y Estación de Francia, pues en el resto de la línea compartía vías con los trenes de la línea 2 (R-2).

Esquema de la Línea R2, que sustituye el servicio de la R10 desde el 31 de enero de 2009.

- Datos: Q4890977